# Grand Morin
Grand Morin – rzeka we Francji, przepływająca przez tereny departamentów Marna oraz Sekwana i Marna, o długości 120 km. Stanowi dopływ rzeki Marny.